# Mittelmeer-Hufeisennase
Die Mittelmeer-Hufeisennase (Rhinolophus euryale) ist eine Fledermaus aus der Familie der Hufeisennasen. 
Mit maximal 58 mm Körperlänge, einem Gewicht von 8 bis 17,5 g und 30 bis 32 cm Flügelspannweite gehört sie zu den mittelgroßen Arten. Die Oberseite der Tiere ist graubraun und leicht lila oder rötlich getönt, die Unterseite ist grau- bis gelbweiß. Das Fell ist locker, Lippen und Nase sind nackt.
Die IUCN stuft die Mittelmeer-Hufeisennase als „gering gefährdet“ ein (near threatened).

## Verbreitungsgebiet und Lebensraum
Man findet die Mittelmeer-Hufeisennase besonders im Bereich rund um das Mittelmeer, meist nicht nördlich des 47. Breitengrades. Ein isoliertes Vorkommen existiert in der südlichen Slowakei. 
Sie lebt in waldreichen und warmen Gegenden, im Gebirge und Gebirgsvorland. Karstgebiete mit Höhlen und Gewässern werden gerne besiedelt. Die ortstreue Fledermaus bewohnt Höhlen, in ihrem nördlichen Verbreitungsgebiet auch warme Dachböden. Das gesellige Tier teilt die Behausung oft mit anderen Fledermausarten.

## Lebensweise
Die Mittelmeer-Hufeisennase verlässt in der späten Dämmerung ihre Behausung. Im sehr wendigen Gaukel- oder Rüttelflug jagt sie an warmen Berghängen oder im Laubwerk Nachtfalter und andere Insekten. Zum Teil werden feste Freßplätze aufgesucht.
Die Wochenstuben umfassen bis zu 400 Weibchen, manchmal auch einige Männchen. In Winterquartieren werden bis 2000 Exemplare angetroffen.

## Schutz
Die Mittelmeer-Hufeisennase wird von der Europäischen Union in den Anhängen II und IV der FFH-Richtlinie geführt und gilt somit als streng zu schützende Art von gemeinschaftlichem Interesse, für deren Erhalt besondere Schutzgebiete ausgewiesen werden müssen.